# Tristesse (album de Michel Jonasz)
Pour les articles homonymes, voir Tristesse (homonymie).
Albums de Michel Jonasz
La Nouvelle Vie
(1981) Unis vers l'uni
(1985)
Tristesse est le septième album de Michel Jonasz, paru en 1983, et édité par la société Atlantic Records.
L'album s'est vendu à 221 000 exemplaires en France et a été certifié disque d'or,. Il contient notamment une version enregistrée par Michel Jonasz de la chanson Lucille, qu'il avait écrite pour Eddy Mitchell pour l'album Le Cimetière des éléphants.

## Titres
Toutes les chansons sont écrites et composées par Michel Jonasz.
| 1.    | Tristesse                           | 5:12 |
| 2.    | Big boss                            | 3:30 |
| 3.    | De l'amour qui s'évapore            | 3:45 |
| 4.    | Une seule journée passée sans elle  | 4:00 |
| 5.    | Lucille                             | 4:00 |
| 6.    | Minuit sonne                        | 4:02 |
| 7.    | La Chanson qui détend l'atmosphère  | 4:11 |
| 8.    | Rock à gogo                         | 3:10 |
| 9.    | Quand elle part, j'ai le cœur serré | 4:17 |
| 10.   | Tic tac                             | 4:28 |
| 40:40 |                                     |      |

## Musiciens
- Arrangements : Michel Cœuriot
- Basse : Bernard Paganotti (1), Dominique Bertram (2-3, 5-8, 10), Sylvain Marc (3-4, 9)
- Batterie : Manu Katché
- Bugle, Trompette : Kake Bessot, Freddy Hovsepian (2)
- Clavinet : Jean-Yves D'Angelo (6, 7)
- Guitares : Kamil Rustam (1-4, 6-7, 9-10), Denys Lable (5, 8)
- Melodica : Michel Jonasz (7)
- Orgue : Michel Cœuriot (5, 8)
- Percussions : Marc Chantereau (1, 3-8, 10)
- Piano : Jean-Yves D'Angelo (1, 6-8)
- Rhodes : Jean-Yves D'Angelo (2-6, 9-10), Michel Cœuriot (7)
- Saxophone : Michel Gaucher (2)
- Synthétiseur : Jean-Yves D'Angelo (3), Michel Cœuriot (4-8, 10)
- Trombone : Hamid Belhocine (2)